# Идальго де Сиснерос, Игнасио
Игна́сио Ида́льго де Сисне́рос и Ло́пес де Монтене́гро (исп. Ignacio Hidalgo de Cisneros y López de Montenegro; 11 июля 1894 (по другим данным, 1896) — 9 февраля 1966, Бухарест) — испанский военачальник, военный лётчик. Участник Гражданской войны 1936—1939. Один из немногих видных испанских аристократов, примкнувших к коммунистам.

## Семья, образование, начало военной службы
По происхождению баск, родился в семье аристократа, участвовавшего на стороне карлистов (крайне консервативных монархистов) во Второй карлистской войне (1872—1876), после амнистии карлистам отказавшегося от военной карьеры. Мать — Мария Лопес де Монтенегро, также принадлежала к аристократии.
Получил образование в колледже Маристов в Витории, затем учился в подготовительных школах для поступления в военное училище, находившихся в Витории, Толедо и Мадриде. Окончил военно-интендантское училище в Авиле (1914), проходил интендантскую службу в Севилье и Кордове, занимался закупкой лошадей для армии. Затем служил в интендантской горно-вьючной роте в Мелилье (Марокко).

## Военный лётчик
В 1920 поступил в авиационную школу, проходил подготовку на аэродромах «Куатро виентос» (Мадрид) и в Хетафе. После получения квалификации лётчика проходил службы во 2-й эскадрилье в Мелилье и Тетуане, где во время Рифской войны принимал активное участие в бомбардировочных вылетах. Во время осады Тетуана сбрасывал с воздуха грузы (продукты, воду, боеприпасы) оборонявшемуся испанскому гарнизону. Затем преподавал в лётной школе в Альбасете; среди его курсантов были, в частности, получавшие лётную квалификацию старшие офицеры испанской армии, будущие генералы Мигель Нуньес де Прадо и Мигель Кампинс. Позднее был переведён в Барселону, где сам обучался в школе морской авиации, и после службы в Севилье вновь вернулся в Марокко. Вновь занимался бомбардировками, в частности, был первым пилотом, сбрасывавшим на противника бомбы, начинённые ипритом (впрочем, они оказались неэффективными). Позднее считал эту свою деятельность «постыдной и печальной привилегией». Во время одного из вылетов был ранен и сбит, после выздоровления вернулся в строй и в составе 1-й эскадрильи гидроавиации участвовал в высадке десанта в Алхусемасе в 1925, решающей операции Рифской войны, завершившейся победой испанцев. Во время войны за боевые заслуги был произведён в капитаны, а через год — в майоры.
Затем получил квалификацию лётчика-наблюдателя и был назначен командующим воздушными силами Испанской Сахары, состоявшими из одной эскадрильи, предназначенной для защиты от кочевников самолётов французской гражданской авиации, работавших на вновь открытой почтовой воздушной линии «Тулуза — Южная Америка». Вначале эскадрилья располагалась в Кабо-Хури, а затем была переведена в Вилья-Сиснерос. Занимался топографической съёмкой берега и местности Пуэрто-Консадо. Во время службы в Африке Игнасио Идальго де Сиснерос подружился с французским лётчиком и писателем Антуаном де Сент-Экзюпери, работавшим в этом же регионе. Завершение службы Идальго де Сиснероса в Сахаре было связано с его разногласиями с французским командованием; по его словам, это произошло из-за дружбы с местным племенным вождём и выкупа испанскими лётчиками двух бежавших рабов-негров у их владельцев-арабов. Французы опасались, что этот шаг может спровоцировать массовое бегство рабов и дестабилизировать ситуацию в регионе.
Идальго де Сиснерос был переведён на базу гидроавиации в Мелилье, затем вернулся в европейскую часть страны и был заместителем начальника авиационной школы в Алькала-де-Энарес.

## Сторонник республики
Сблизился со сторонниками антимонархического движения в армии, устроившими в 1930 заговор против короля Альфонса XIII. 15 декабря 1930 участвовал в захвате повстанцами аэродрома «Куатро виентос» — операцией руководили генерал Гонсало Кейпо де Льяно и майор Рамон Франко, известный испанский лётчик и брат будущего генералиссимуса Франсиско Франко. После неудачи попытки переворота его лидеры, включая Идальго де Сиснероса, бежали на самолётах в Португалию. Из Португалии они переехали во Францию. Там Идальго де Сиснерос познакомился с находившимися в эмиграции лидерами Социалистической партии, в том числе с Индалесио Прието, с которым он подружился.
После свержения монархии в апреле 1931 эмигранты вернулись в страну. Идальго де Сиснерос вновь занял свою должность в авиационной школе, а затем исполнял обязанности её начальника, сохранив при этом тесные связи с левыми политиками. Прието познакомил его с Хуаном Негрином, будущим премьер-министром республиканского правительства во время гражданской войны. В этом период он встретился с Констанцией де ла Мора, происходившей из богатой испанской семьи и ушедшей к тому времени от своего мужа. После принятия республиканскими кортесами закона о разводе она смогла официально развестись и выйти замуж за Идальго де Сиснероса. Это был первый случай в Испании, когда получившая развод на основании нового закона женщина вторично вступила в брак (при том, что её развод не был признан католической церковью). Церемония гражданского бракосочетания превратилась в прореспубликанскую демонстрацию, свидетелями при заключении брака выступили министры Прието и Марселино Доминго (также знакомый Идальго де Сиснероса со времён французской эмиграции). Консервативно настроенный судья отказался регистрировать брак, и под давлением республиканцев это сделал помощник судьи.
В 1933 Идальго де Сиснерос был назначен военно-воздушным атташе в Риме и Берлине. После прихода к власти консервативного правительства он сохранил этот пост, несмотря на то, что социалисты вступили в жёсткий конфликт с новым правительством. Более того, вернувшись на время в Испанию, Идальго де Сиснерос помог Прието бежать из страны, некоторое время провезя бывшего министра в багажнике своего автомобиля. Несмотря на это, он остался на военной службе, хотя ему и не доверяли самостоятельных командных постов. В 1935 он был назначен начальником картографического отдела главного штаба Военно-воздушных сил в Мадриде, но когда стал группировать вокруг себя оппозиционно настроенных офицеров, то был переведён на должность заместителя начальника аэродрома Таблада в Севилье.
После победы левого Народного фронта на парламентских выборах в феврале 1936, Идальго де Сиснерос получил возможность вернуться в Мадрид. Он стал одним из сотрудников нового генерального инспектора авиации генерала Нуньеса де Прадо, вместе с которым занимался укреплением позиций сторонников левых сил в ВВС. Был назначен адъютантом военного министра Сантьяго Касареса Кироги, занимавшего одновременно пост премьер-министра.

## Участник Гражданской войны
В июле 1936, после начала выступления военных-националистов против правительства Народного фронта Идальго де Сиснерос участвовал в организации сопротивления восставшим. Принял личное участие в подавлении восстания в Мадриде 20 июля 1936. После этого фактически исполнял обязанности командующего авиацией Мадридской зоны, а осенью 1936, после назначения Прието министром авиации, стал командующим всеми военно-воздушными силами республики. Лично совершал боевые вылеты, организовал авиационные школы в Лос-Алькасересе, Мурсии и Аликанте, направлял часть курсантов для обучения в СССР. Был официальным начальником и советских лётчиков, принимавших участие в гражданской войне на стороне республики. Курировал вопросы оснащения республиканских ВВС советскими самолётами И-15 (получивших в Испании неофициальное название «чато» — «курносые») и И-16 («моска» — «муха»). Был произведён в генералы.
Прието рассчитывал, что новый командующий ВВС будет его союзником, однако Идальго де Сиснерос быстро сблизился с коммунистами, а затем и официально вступил в Коммунистическую партию Испании, что испортило его отношения с антикоммунистически настроенным Прието. В мае 1937 Идальго де Сиснерос участвовал в подавлении анархистского восстания в Каталонии, но был отозван по требованию премьер-министра Ларго Кабальеро, обвинившего его в слишком жёстких действиях в отношении анархистов.
В конце 1937 — начале 1938 находился на лечении в СССР (причиной стали сердечные приступы, связанные с частым употреблением табака и кофе в сочетании с нервным переутомлением и физическим истощением). Во время пребывания в СССР встречался с народным комиссаром обороны Климентом Ворошиловым. Затем вернулся в Испанию, где вновь приступил к командованию ВВС. В конце 1938 снова посетил СССР, на этот раз по поручению премьер-министра Хуана Негрина с целью добиться от советских властей новых поставок вооружений. Идальго де Сиснерос был принят высшим советским руководством (Иосифом Сталиным, Вячеславом Молотовым, Климентом Ворошиловым, Анастасом Микояном). В результате оружие было отправлено во Францию (несмотря на то, что золотой запас Испании, которым республиканское правительство оплачивало свои советские контракты, был уже исчерпан), но власти этой страны разрешили пропуск вооружений в Испанию только тогда, когда положение войск республики в Каталонии стало безнадёжным.
После занятия франкистскими войсками Каталонии в начале 1939 Идальго де Сиснерос, вместе с Негрином и его министрами, перебрался во Францию. Однако затем они вылетели в остававшуюся под контролем республиканцев Мадридскую зону с целью продолжения борьбы. Однако многие старшие командиры республиканских войск уже не надеялись на успех и рассчитывали на достижение компромисса с Франко. После антиправительственного восстания под руководством полковника Касадо Идальго де Сиснерос, вместе с Негрином, министром иностранных дел Альваресом дель Вайо и лидерами коммунистов, 6 марта 1939 вылетел во Францию.

## Эмигрант
В эмиграции жил в Мексике, затем в Восточной Европе; последние годы жизни провёл в Румынии, где и скончался. Был членом Центрального комитета Коммунистической партии Испании. Автор мемуаров «Меняю курс», изданных в Бухаресте в 1961 (русский перевод — М., 1967). Писатель Константин Симонов в предисловии к советскому изданию отмечал, что 

мемуары Сиснероса — какая-то особенная, я бы сказал, рыцарская книга. За нею встает облик бесконечно привлекательного, прямого, храброго, неукротимого человека, человека, пришедшего в революцию из страшного далека, но сумевшего стать одним из самых благородных рыцарей этой революции.

В 1990 его останки были перезахоронены в семейном пантеоне в Канильясе (несмотря на то, что сам Идальго де Сиснерос в своих воспоминаниях называл обряд похорон членов семьи именно в этом месте «бессмысленным обычаем»).

## Сочинения
- Сиснерос де, И. И. Меняю курс. — М.: Политиздат, 1967.